# Henryk Ferdynand Kaden
Henryk Ferdynand Kaden (ur. 15 maja 1871 w Krakowie, zm. 12 grudnia 1932) – polski bankowiec, finansista i działacz gospodarczy, prezes Związku Banków w Polsce.

## Życiorys
Urodził się w wielodzietnej rodzinie ziemianina i adwokata Gustawa Adolfa (ur. 1836) i Róży z Hupertów (1840–1904). Był wnukiem weterana powstania listopadowego Ernesta Leopolda Kadena oraz bratem m.in. lekarza Kazimierza, aktora Czesława i Heleny Bandrowskiej – matki pisarzy Juliusza Kadena-Bandrowskiego i Jerzego Bandrowskiego. Naukę rozpoczął w gimnazjum Św. Anny w Krakowie w 1883 r., a kontynuował w III Gimnazjum im. Króla Jana III Sobieskiego, gdzie w 1890 r. zdał maturę. Następnie – po odbyciu rocznej służby w pułku ułanów armii Austro-Węgier, którą zakończył, uzyskując awans oficerski na stopień podporucznika rezerwy – od jesieni 1891 r. podjął studia historyczne w Uniwersytecie Jagiellońskim. W trakcie studiów rok akademicki 1893/1894 spędził na uniwersytecie we Fryburgu w Szwajcarii, a po uzyskaniu absolutorium w 1896 r. przez półtora roku uczestniczył w ekspedycji naukowej krakowskiej Akademii Umiejętności do archiwów watykańskich. Specjalizował się w dziejach XVIII w. i w 1898 r. obronił dysertację doktorską pt. Polska a Fryderyk I Hohenzollern. Po tym jednak porzucił karierę naukową i poświęcił się pracy w bankowości.
W 1898 r. wraz ze szwagrem Tadeuszem Niemojewskim założył Dom Bankowy Kaden i Niemojewski, w którym pracował przez 10 lat (w 1901 r. siedziba banku mieściła się przy ul. Marszałkowskiej 122 w Warszawie). W 1909 r. został dyrektorem Pierwszego Warszawskiego Towarzystwa Wzajemnego Kredytu, które – po swoim powrocie ze Szwajcarii, gdzie przebywał podczas I wojny światowej – w 1919 r. przekształcił w Bank Zjednoczonych Ziem Polskich SA w Warszawie, co wiązało się przejęciem części kapitału przez Banca Commerciale Italiana. Odtąd datują się bliskie związki Henryka Kadena z kapitałem włoskim. Z ramienia Banku Zjednoczonych Ziem Polskich, w którym był członkiem rady nadzorczej i dyrektorem naczelnym, zasiadał na początku lat 20. także w radach nadzorczych Banku Angielsko-Polskiego SA w Warszawie i Polskiego Banku Kresowego SA w Warszawie, a jesienią 1923 r. wszedł do rady nadzorczej nowo powstałego Związku Banków w Polsce, któremu prezesował w latach 1924–1927. Reprezentował też bankowość prywatną we władzach Banku Polskiego SA. Jesienią 1925 r. – wobec zaostrzającego się kryzysu walutowego – domagał się pomocy dla zagrożonych bankructwem banków prywatnych ze strony Banku Polskiego, a następnie bezpośrednio ze strony państwa, co w znacznej mierze dzięki niemu udało się uzyskać.
Podczas I wojny światowej należał do Stronnictwa Polityki Realnej. Oprócz tego epizodu raczej nie angażował się politycznie, ale po zamachu majowym uważano go za zwolennika rządów piłsudczykowskich. Występował jednak przeciw forsowanej przez władze etatyzacji systemu bankowego, zwłaszcza przeciw wzrostowi roli Banku Gospodarstwa Krajowego. Pomimo niezgody z linią działań rządu został mianowany członkiem Komisji Opiniodawczej (przemysłowej) przy prezesie Komitetu Ekonomicznego Rady Ministrów. Za ważny cel bankowości prywatnej uważał odbudowę kredytu długoterminowego, który odgrywał marginalną rolę w działalności bankowości prywatnej. Będąc prezesem Związku Banków w Polsce, myślał o podjęciu konkurencji z bankowością państwową na tym polu, plany te jednak okazały się nierealne. Po fuzji Banku Zjednoczonych Ziem Polskich z Bankiem Handlowym w Warszawie wszedł do rady nadzorczej tego ostatniego. W 1927 r. zmuszony był ustąpić z prezesury Związku Banków w Polsce w związku z ciężką i przewlekłą chorobą nowotworową. W 1928 r. odszedł też z rady Banku Polskiego. Do śmierci pozostał natomiast członkiem rady Banku Handlowego.
Poza działalnością w bankowości czynnie uczestniczył w życiu gospodarczym, m.in. jako prezes zarządu Cukrowni i Rafinerii „Nieledew” SA, wiceprezes zarządu Polskich Zakładów Elektrycznych „Brown-Boveri” SA, członek rady nadzorczej Elektrowni Okręgu Warszawskiego i zarządu Akcyjnego Towarzystwa Elektrycznego d. Sokolnicki i Wiśniewski.
Wydał również zbiór aforyzmów Myśli (Warszawa-Kraków 1918), a drugi jego tom pozostawił w rękopisie.
Od 1900 jego żoną była Zofia ze Znanieckich (1882–1960), córka ziemianina i powstańca styczniowego Mieczysława Znanieckiego (1844–1904).
Został pochowany w grobie rodzinnym żony na cmentarzu Powązkowskim w Warszawie (kwatera 190-6-14).

## Ordery i odznaczenia
- Krzyż Komandorski Orderu Odrodzenia Polski (28 kwietnia 1926)[3]